# Dalia zmienna

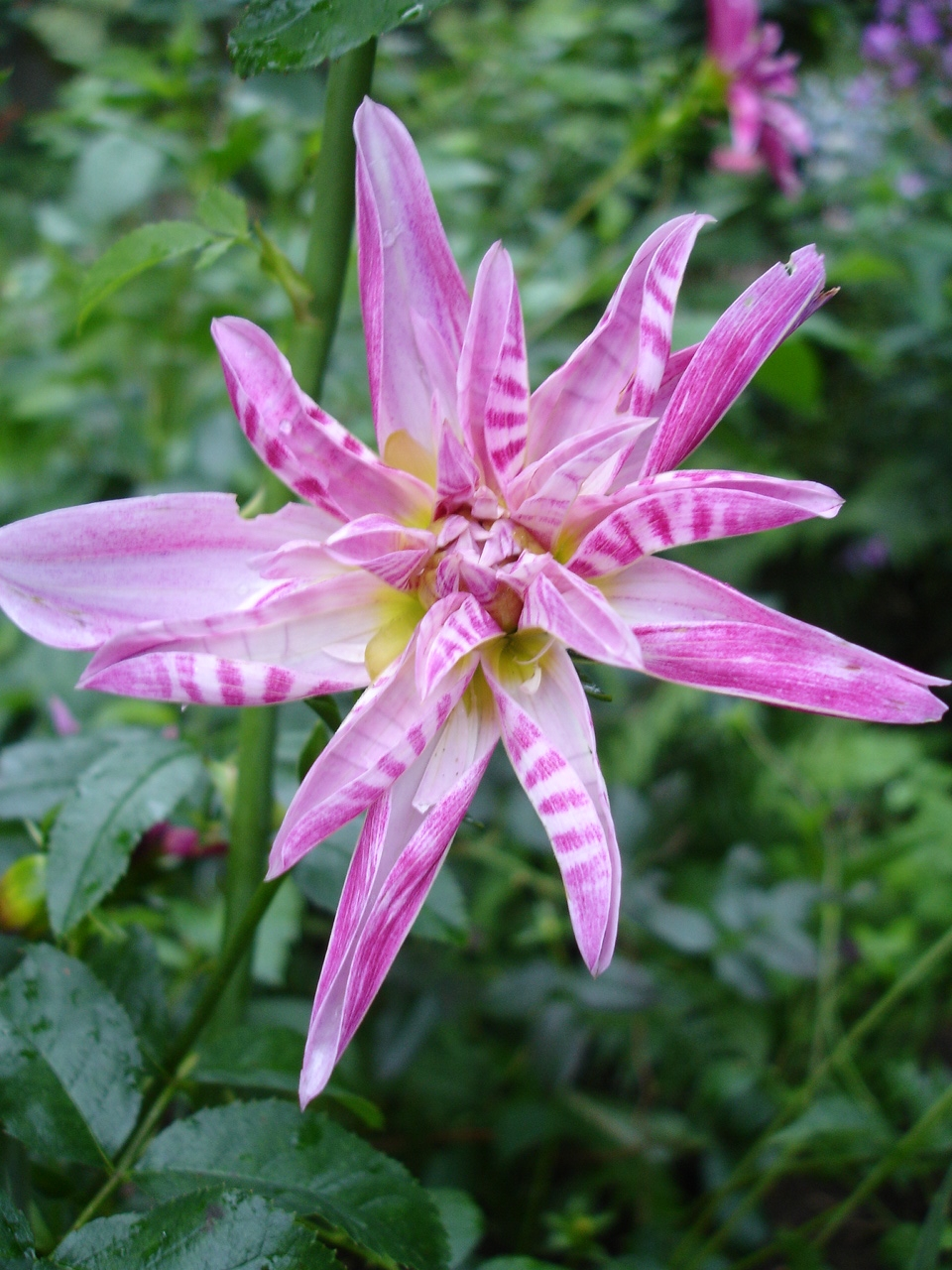
'Pink Giraffe'

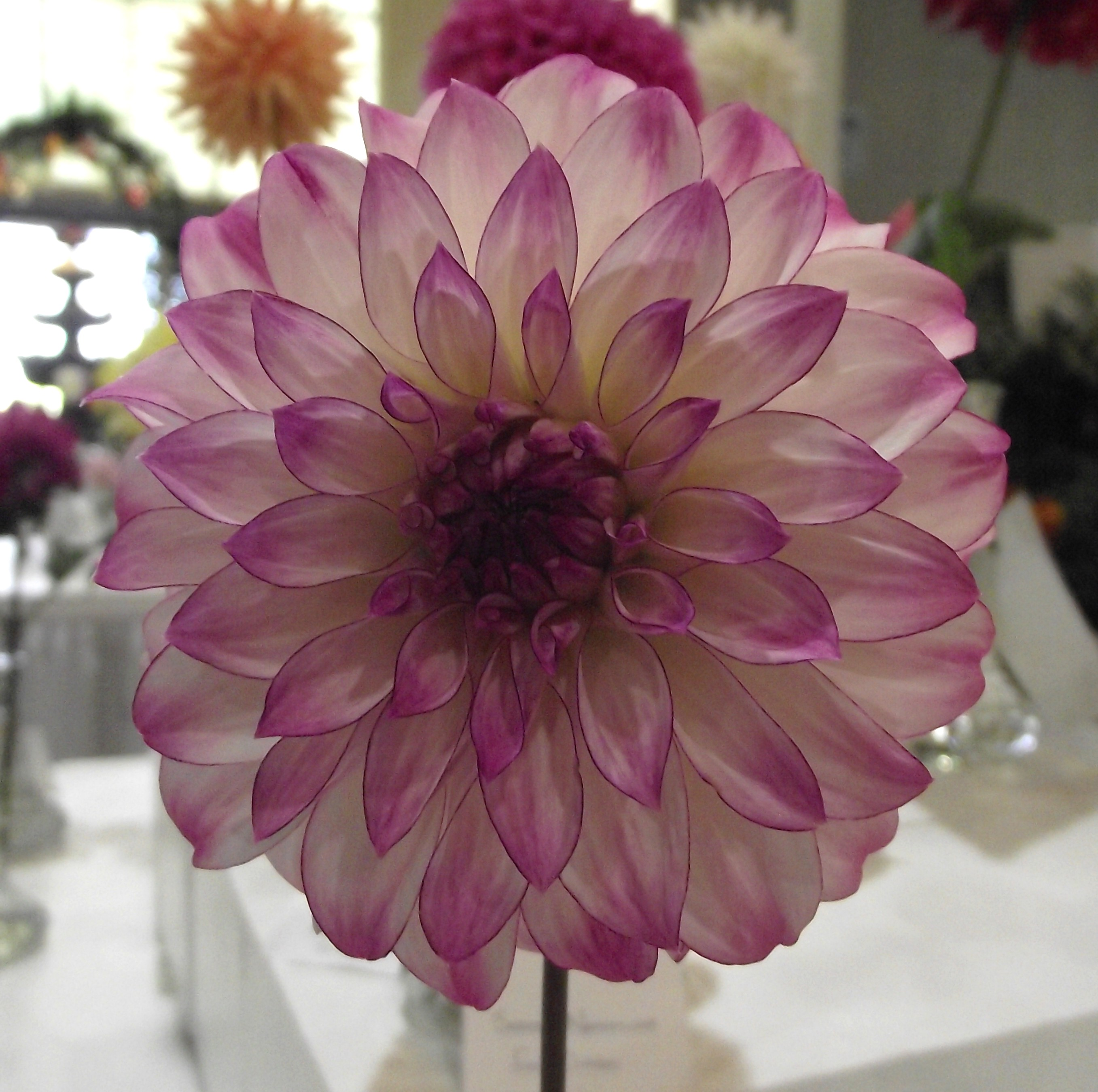
'High Plains Majesty'

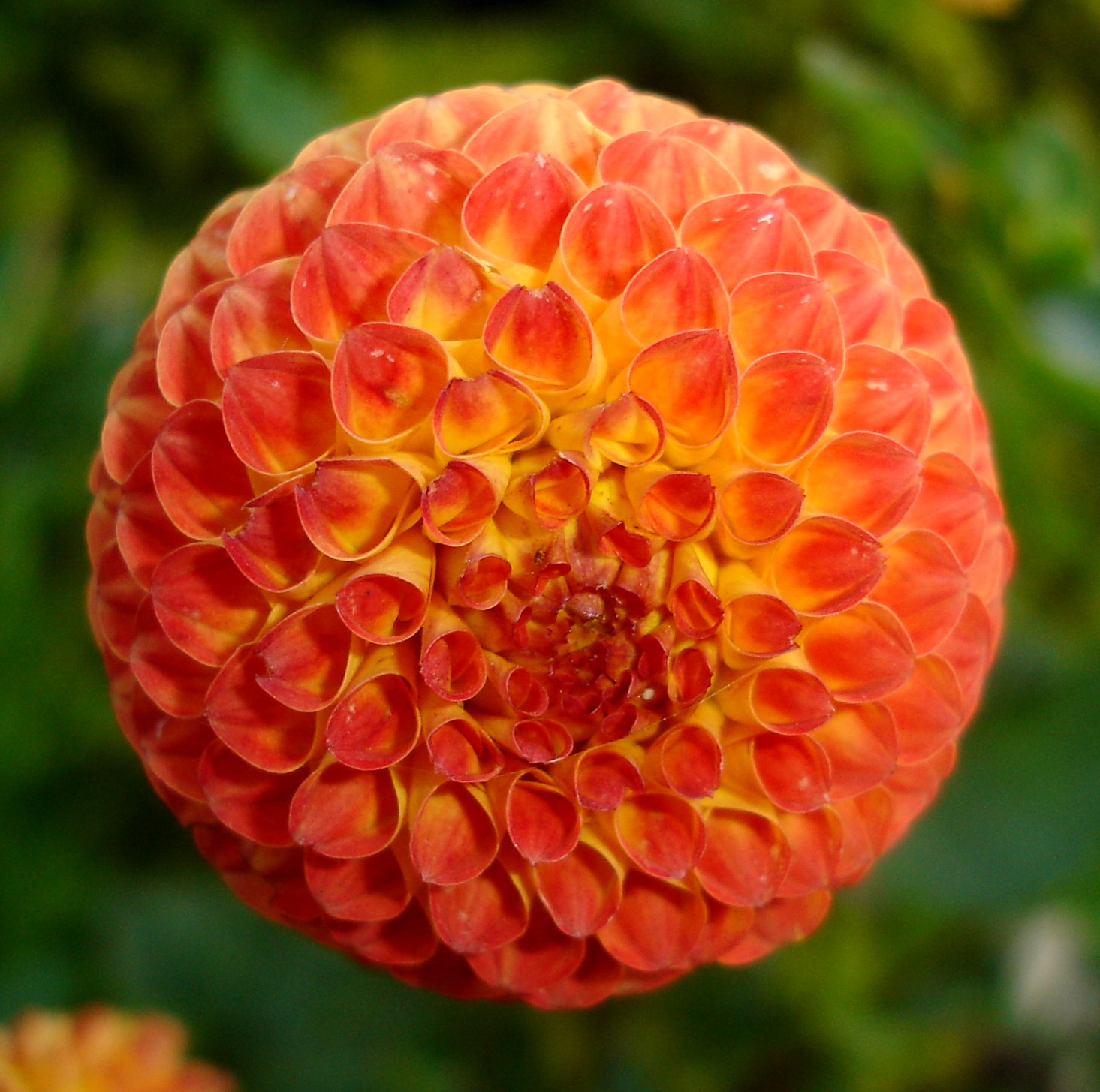
Dalia pomponowa

Dalia zmienna, d. ogrodowa, georginia ogrodowa (Dahlia hybr.) – mieszaniec powstały ze skrzyżowania dalii: D. coccinea × D. pinnata, a w powstaniu niektórych odmian wzięły udział także inne gatunki. Nie rośnie dziko, jest natomiast powszechnie uprawiany jako ogrodowa roślina ozdobna.

## Morfologia
PokrójBylina o wysokości 60 cm do 1,8 m. Pod ziemią posiadają bulwy.
LiściePierzastodzielne składające się z listków jajowatych, brzegiem ząbkowanych.
KwiatyZebrane w duże koszyczki osadzone na długich odgałęzieniach pędu wyrastających w kątach liści.
OwoceNiełupki.

## Odmiany ozdobne
Ogrodnicy wyhodowali ogromną ilość odmian ozdobnych różniących się pokrojem, kolorem kwiatów ich budową. Są wśród nich odmiany o kwiatach pojedynczych, półpełnych i pełnych. Ogrodnicy podzielili je na 10 grup:
- dalie o kwiatach pojedynczych (grupa 1).
- dalie anemonowe. Mają półpełne kwiaty (z jednym lub dwoma okółkami kwiatów języczkowych). Należy tu niewiele tylko odmian.
- dalie kołnierzykowe (grupa 3). Mają dwa okółki kwiatów języczkowych: zewnętrzny, składający się z ośmiu, przeważnie płaskich kwiatów i wewnętrzny składający zię z mniejszych kwiatów o innym zwykle kolorze
- dalie peoniowe (grupa 4) o pełnych kwiatach. Są to wyłącznie kwiaty języczkowe, lekko wywinięte, bardzo podobne do kwiatów grzybieni.
- dalie dekoracyjne (grupa 5). Mają kwiaty jeszcze bardziej pełne niż dalie peoniowe. Koszyczki osiągają duże rozmiary.
- dalie kuliste (grupa 6). Dalie o kulistych koszyczkach kwiatowych.
- dalie pomponowe (grupa 7). Podobne są do dalii kulistych, ale mają mniejsze i bardziej kuliste koszyczki
- dalie kaktusowe (grupa 8). Mają koszyczki złożone z wąskich kwiatów języczkowych o zwykle zaostrzonych płatkach, które co najmniej w połowie długości są zwinięte
- dalie półkaktusowe (grupa 9). Podobne do dalii kaktusowych, ale o szerszych w nasadzie płatkach i mniej wywiniętych krawędziach
- dalie pozostałe (grupa 10). zaliczono tutaj odmiany nie pasujące do żadnej z pozostałych grup. Gdy zwiększy się w tej grupie ilość odmian, zostaną z niej wydzielone nowe grupy.

## Uprawa
WymaganiaNajlepiej rosną na słonecznym stanowisku, żyznej i przepuszczalnej glebie. Wymagają obfitego podlewania. Podczas intensywnego kwitnienia (zazwyczaj sierpień-wrzesień) należy im dostarczyć około 9 litrów wody co drugi dzień. Należy je dość obficie nawozić. Większość odmian wymaga w czasie kwitnienia podpór. Jeśli chcemy uzyskać większe kwiatostany, należy uszczknąć boczne pączki, pozostawiając tylko jeden.
RozmnażaniePrzez podział lub przez sadzonkowanie. Można również dalie wyhodować z nasion – wysiew do skrzynki w kwietniu, następnie siewki należy pikować do doniczek o średnicy ok. 9 cm. Karpy dalii wysadza się w pierwszej połowie maja w rozstawie 70 × 100 cm. Szyjki korzeniowe powinny być przysypane ziemią. Podczas wegetacji rośliny podlewamy i nawozimy tylko do połowy sierpnia. Na sadzonki pobiera się 8–10 cm pędy wyrosłe z kłączy wysadzanych w lutym w szklarni. Najlepsze są sadzonki z tzw. piętką.
PrzechowywanieBulwy nie przetrzymują w naszym klimacie zimy. Należy je wykopać na zimę. Wykopane wraz z grudką ziemi bulwy należy pozostawić na dzień na słońcu, potem przenieść do pomieszczenia. Po dziesięciu dniach otrząsnąć z ziemi, przyciąć krótko stare pędy, a roślinę odwrócić do góry nogami, by odpłynął nadmiar wody. Zanurzyć w roztworze środka grzybobójczego i ułożyć w płytkich skrzynkach na lekko wilgotnym torfie w chłodnym miejscu.